# Edi Hila
Edi Hila, właśc. Eduard Agostini (ur. 13 października 1944 w Szkodrze) – albański artysta współczesny.

## Kariera
Ukończył naukę w liceum artystycznym Jordan Misja w Tiranie, a następnie w 1967 studia z zakresu malarstwa na Akademii Sztuk w Tiranie. Po ukończeniu studiów rozpoczął pracę jako scenograf w telewizji albańskiej. W 1973 został oskarżony o propagowanie sztuki niezgodnej z obowiązującym w Albanii wzorcem socrealistycznym. Pretekstem stał się obraz „Sadzenie drzew”, a także scenografia, którą wykonał dla XI Festiwalu Piosenki. W ramach reedukacji pracował przez trzy lata jako portier w zakładach drobiarskich w tirańskiej dzielnicy Lapraka. W tym czasie otrzymał zakaz malowania. W 1980 podjął pracę ilustratora w czasopiśmie naukowym Horizon, przeznaczonym dla dzieci.
W roku 1988 rozpoczął pracę w Akademii Sztuk w Tiranie jako wykładowca. W 1999 uzyskał tytuł profesora. Wśród jego uczniów byli: Anri Sala, Adrian Paci, a także późniejszy premier Albanii Edi Rama. W 1993 został dziekanem wydziału sztuki. W latach 90. wyemigrował z kraju i osiedlił się we Florencji.
Od 1972 brał udział w szeregu wystaw, początkowo w Tiranie, a od lat 90. w Europie Zachodniej. W 1999 prezentował swoje dzieła w pawilonie albańskim na weneckim biennale. Brał udział w wystawach zbiorowych w Londynie i w Karlsruhe. W marcu 2018 otwarto wystawę obrazów i szkiców Ediego Hili w warszawskim Muzeum Sztuki Nowoczesnej.
Mariusz Szczygieł poświęcił artyście jedno z opowiadań w swojej książce "Nie ma", wydanej w 2018 roku.